# Berschweiler bei Kirn

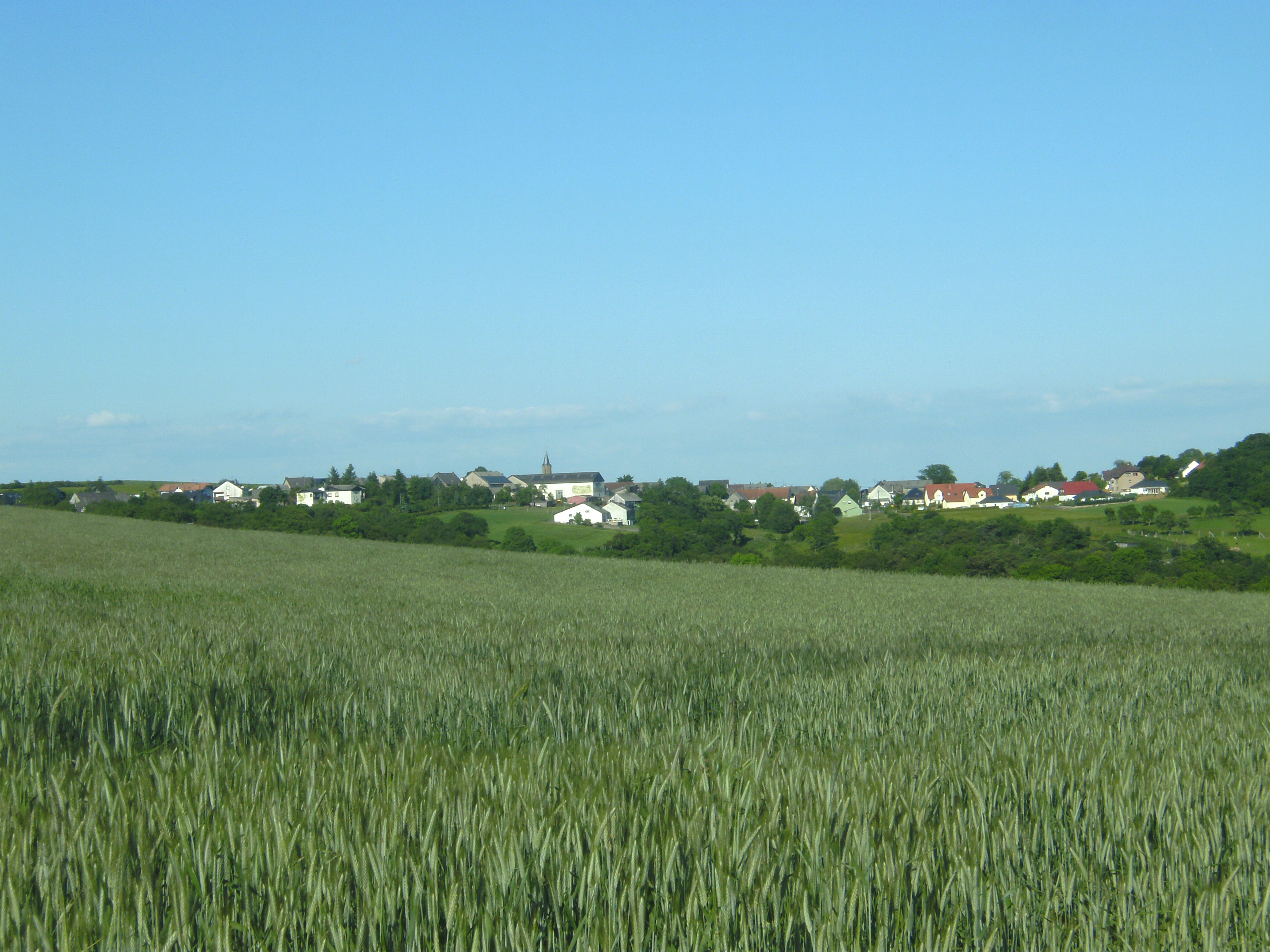
Blick auf Berschweiler von Westen

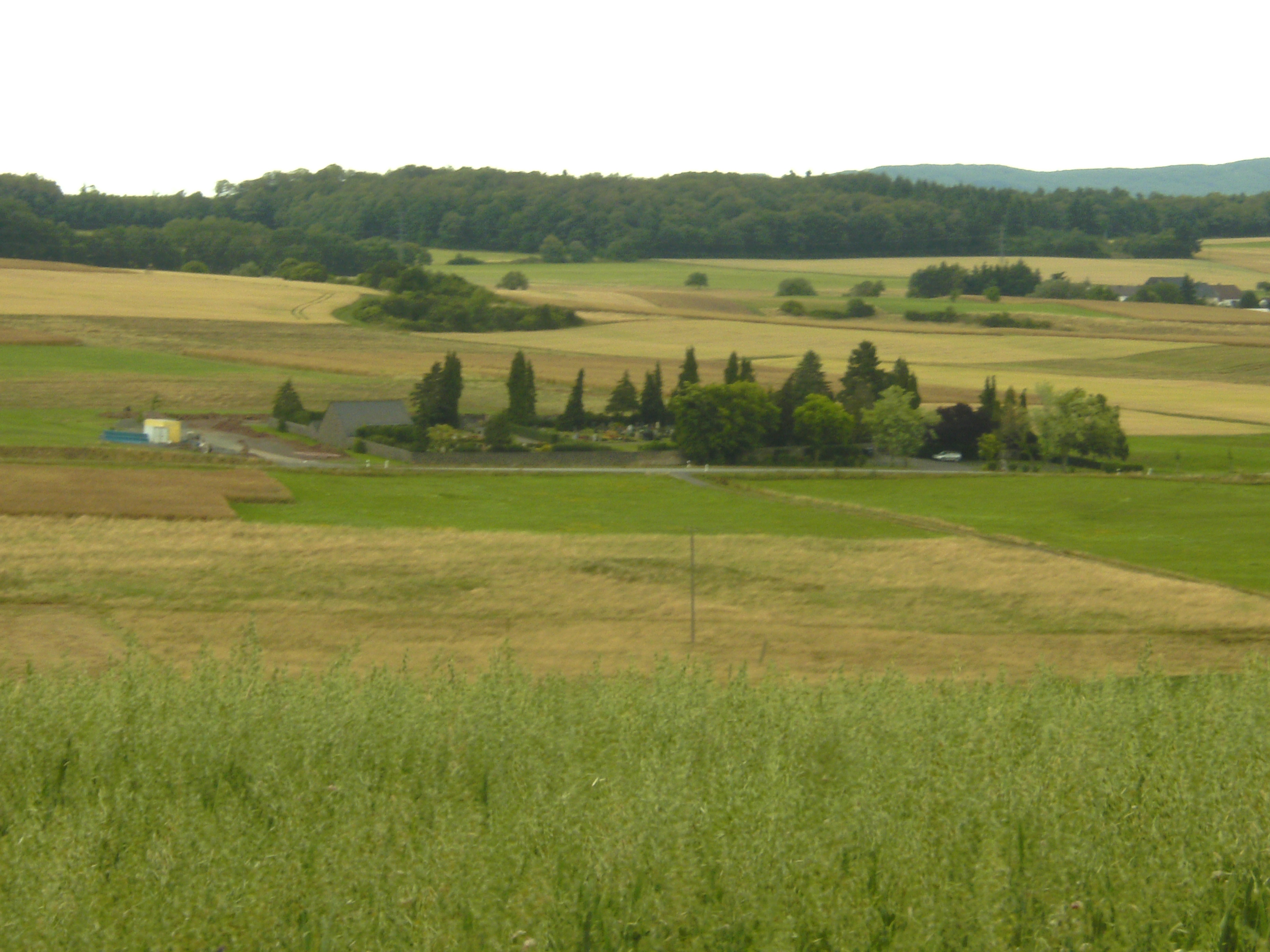
Friedhof von Berschweiler und Bergen

Berschweiler bei Kirn ist eine Ortsgemeinde im Landkreis Birkenfeld in Rheinland-Pfalz. Sie gehört zur Verbandsgemeinde Herrstein-Rhaunen.

## Geographie
Der Ort liegt nördlich der Nahe zwischen Kirn und Herrstein. Fast die Hälfte der Gemarkungsfläche ist bewaldet.
Zwei Drittel der Gemarkungsfläche stehen unter Naturschutz.
Landnutzung
- Landwirtschaftsfläche 44,2 %
- Waldfläche 48,4 %
- Wasserfläche 0,2 %
- Siedlungs- und Verkehrsfläche 6,9 %
- Sonstige Flächen 0,2 %

Es existieren noch 3 landwirtschaftliche Betriebe in dem kleinen Ort, davon sind zwei Vollerwerbsbetriebe.

## Geschichte
Berschweiler gehörte zur Wild- und Rheingrafschaft, die seit 1743 als Fürstentum von der Linie Salm-Kyrburg regiert wurde. 1795 kam der Ort im Rahmen der linksrheinischen Annexionen an Frankreich zur Mairie Fischbach im Kanton Herrstein im Arrondissement de Birkenfeld. Nach dem Wiener Kongress kam der Ort zum oldenburgischen Fürstentum Birkenfeld und gehörte darin zum Amt Oberstein. Von 1918 bis 1930 erneut französisch besetzt, gehörte Berschweiler zum nunmehrigen Freistaat Oldenburg und fiel 1937 an Preußen. Nach dem Zweiten Weltkrieg kam Berschweiler innerhalb des Landkreises Birkenfeld zum Land Rheinland-Pfalz. Der Zusatz bei Kirn dient der Unterscheidung von der Gemeinde Berschweiler bei Baumholder, die sich im selben Landkreis befindet.

## Bevölkerungsentwicklung
Die Entwicklung der Einwohnerzahl von Berschweiler bei Kirn, die Werte von 1871 bis 1987 beruhen auf Volkszählungen:
| Jahr | Einwohner |
| 1815 | 194       |
| 1835 | 220       |
| 1871 | 245       |
| 1905 | 259       |
| 1939 | 258       |
| 1950 | 283       |

| Jahr | Einwohner |
| 1961 | 287       |
| 1970 | 301       |
| 1987 | 273       |
| 1997 | 276       |
| 2005 | 291       |
| 2023 | 263       |

## Politik

### Gemeinderat
Der Gemeinderat besteht aus sechs Ratsmitgliedern, die bei der Kommunalwahl am 9. Juni 2024 in einer Mehrheitswahl gewählt wurden, und dem direkt gewählten ehrenamtlichen Ortsbürgermeister als Vorsitzendem.

### Bürgermeister
Hubert Paal wurde 2014 Ortsbürgermeister von Berschweiler. Bei der Direktwahl am 26. Mai 2019 wurde er mit einem Stimmenanteil von 95,09 %. und am 9. Juni 2024 als einziger Bewerber mit 89,6 % jeweils für weitere fünf Jahre in seinem Amt bestätigt.

## Kultur und Sehenswürdigkeiten
Berschweiler gehört zur Hunsrück Schiefer- und Burgenstraße und liegt am Sirona-Weg.
Zwischen Berschweiler und Fischbach liegt das historische Fischbacher Kupferbergwerk, eines der größten und bedeutendsten Kupferbergwerke in Deutschland. Im Süden steht ein Gedenkstein, der an den ehemaligen Ort Staufenberg erinnert. Im Westen am gemeinsamen Friedhof von Bergen und Berschweiler steht ein weiterer Gedenkstein, der an den ehemaligen Ort Wassernach erinnert. Dort ganz in der Nähe verläuft eine alte Römerstraße, eine Nebenstrecke der Ausoniusstraße.
Seit 2015 darf Berschweiler bei Kirn den Zusatz Nationalparkgemeinde führen. Bis zur Grenze des Nationalparks Hunsrück-Hochwald sind es 6 km Luftlinie. Der Nationalpark Hunsrück-Hochwald ist der sechzehnte deutsche Nationalpark, Deutschlands jüngster Nationalpark.

## Wirtschaft und Infrastruktur
Im Südosten verläuft die Bundesstraße 41. In Kirn ist ein Bahnhof der Bahnstrecke Bingen–Saarbrücken.